# Бассехес, Альфред Иосифович
Альфред Иосифович Бассехес (4 апреля 1900, Москва — 24 июня 1969, Москва) — советский искусствовед, художественный критик, журналист, редактор. Автор ряда книг и более 200 статей по русскому, советскому и западному искусству в в газетах «Советское искусство», «Литературная газета», «Комсомольская правда», в журналах «Искусство», «Художник», «Театр», «Архитектура СССР», «Иностранная литература», «Молодая гвардия» и др. Участник Великой Отечественной войны.

## Биография
Родился 4 апреля 1900 г. (по новому стилю) в Москве. Отец — австрийский подданный Иосиф Бассехес, предприниматель, купец 2-й гильдии. Мать, Мария Анна Бассехес, урождённая Косман, также была предпринимательницей и вела семейное дело. Рано лишился отца. Рос с матерью в Москве в многодетной семье. В числе братьев известный австрийский журналист и автор книг по истории Николаус Бассехес, сестра — Карола Бассехес, экономист, деятельница революционного движения (от партии большевиков), жена Исая Хургина. В 1919 г. окончил московскую 135-ю трудовую школу 2-й ступени, после чего поступил в Москве в художественную рабочую районную студию.
С 1919 г. работал сначала в Киеве в производственных художественных мастерских, затем в Харькове на заводе «Художественная индустрия». В 1921 г. был направлен на учёбу в Петроград. В 1924 г. окончил скульптурный факультет Ленинградской академии художеств (мастерская А. Т. Матвеева). В 1925—1926 — инструктор в Отделе ИЗО в Наркомпросе УССР в Харькове.
Начал печататься в 1925 г. в украинской газете «Вiсти» («Известия») и харьковском журнале «Нове мистецтво» («Новое искусство»). Вернувшись в Москву в конце 1920-х гг., публиковал статьи в журналах «Искусство», «Рабис», «Бригада художников» и др. С 1932 г. заведовал отделом изобразительного искусства в газете «Советское искусство». С 1933 по 1940 г. был ответственным секретарем журнала «Архитектура СССР». Публиковал обзоры художественных выставок живописи, графики, скульптуры и статьи о театриально-декорационном искусстве.
Член секции критики и театрально-декорационной секции Московской организации Союза художников РСФСР с 1940 года. Член Всероссийского театрального общества с 1941 г.
С началом Великой Отечественной войны ездил на фронт с заданиями от газеты «Советское искусство», где он в то время служил ответственным секретарем (в 1942—1943 гг., слившись с «Литературной газетой», выходила под названием «Литература и искусство»). В июне 1943 г. ушел на фронт добровольцем. Служил во фронтовой прессе (газеты «За честь Родины», «Сталинец»), писал военные очерки. Вместе с танковыми бригадами 5-го гвардейского Сталинградского корпуса участвовал в боях на Курской дуге, в битве за Днепр, в боях за освобождение Киева, Житомира, Белой Церкви, Умани и Бельц. В августе 1944 г. получил боевое ранение под г. Плоешти в Румынии. После длительного лечения в госпиталях был демобилизован в 1945 г. Награжден орденом Отечественной войны 2-й степени и медалями «За победу над Германией», «За доблестный труд в Великой отечественной войне 1941—1945 гг.». «В память 800-летия Москвы», «Двадцать лет победы в Великой Отечественной войне 1941—1945 гг.».
После окончания войны вернулся на работу в газету «Советское искусство», где служил заведующим отдела архитектуры, одновременно являясь внештатным редактором журналов «Искусство» и «Театр», в которых он также публиковался. Часто ездил с командироваками в союзные республики — по заданию «Литературной газеты» для написания статей об искусстве, а также и в качестве представителя Комитета по делам искусства по приему спектаклей.
В 1947 написал либретто к опере «Милица» на музыку Б. В. Асафьева. Премьера прошла в Ленинградском театре оперы и балета им. Кирова.
В начале 1950-х гг. подвергался сталинским репрессиям в рамках «борьбы с космополитизмом». В конце января — начале февраля 1949 г. в ходе Третьей сессии общего собрания Академии художеств СССР в Москве была «разоблачена» и подвергнута разгрому «антипатриотическая группа театральных критиков». В докладах и прениях сессии, а также в центральной печати были названы поименно А. М. Эфрос, И. Л. Маца, Н. Н. Пунин, О. М. Бескин, А. И. Бассехес. Эти критики были подвергнуты публичному осуждению как эстетствующие противники реализма, продвигавшие враждебные идеи формализма, сезаннизма и других «упадочных буржуазных течений». . Суровой критике подверглась редакция газеты «Советское искусство», в которой продолжал работать Бассехес.
Арестован в 1950 г. и 24 марта 1951 г. осуждён по 58-й статье (58-1а и 58-10, ч.1) сроком на 10 лет исправительно-трудовых лагерей. Освобожден по указу об амнистии 1953 г. со снятием судимости. Полностью реабилитирован.
Вернувшись в Москву, опубликовал свои главные академические труды — книги «Александр Терентьевич Матвеев» (1960), «Художники на сцене МХАТ» (1960), «Театр и живопись Головина» (1970), статьи «Правда Рембрандта» (1956), «Театрально-декорационное искусство 1934—1941 гг.» (1961), «Станиславский и художники» (1963), «Живописец театра» (об А. Я. Головине, 1963). В последние годы жизни работал над книгой о творчестве Рембрандта, которая осталась незавершенной. Итоговый сборник статей «За сорок лет: Театр, скульптура, живопись, графика» (1976) вышел посмертно: его подготовила сестра автора, Карола Иосифовна Бассехес.
Скончался 24 июня 1969 г. в Москве в результате нападения неизвестных на улице при невыясненных обстоятельствах. Прах захоронен в стене Новодевичьего кладбища в Москве (ниша 132-12-4).

## Основные работы

### Книги
- Бассехес А. И. Александр Терентьевич Матвеев. М.: Советский художник, 1960.
- Бассехес А. И. Художники на сцене МХАТ. М.: Всероссийское театральное общество, 1960.
- Бассехес А. И. Театр и живопись Головина. М.: Изобразительное искусство, 1970.
- Бассехес А. И. За сорок лет: Театр, скульптура, живопись, графика: Сборник избранных искусствоведческих работ / Сост. К. И. Бассехес. М.: Советский художник, 1976.

### Избранные статьи
- Бассехес А. И. Правда Рембрандта // Искусство. № 6. 1956.
- Бассехес А. И. Театрально-декорационное искусство 1934—1941 гг. // История русского искусства. Т. 12. М.: Изд-во АН СССР, 1961.
- Бассехес А.И. К. С. Станиславский и художники // Искусство. № 3. 1963.
- Бассехес А. И. Живописец театра [об А. Я. Головине] // Художник. № 2. 1963.